# Israil Madrimov
Israil Madrimov (Khiva, 16 febbraio 1995) è un pugile uzbeko.

## Palmarès
- Campionati asiatici

Tashkent 2017: oro nei pesi medi.
- Giochi asiatici

Incheon 2014: argento nei pesi welter.
Giacarta 2018: oro nei pesi medi.